# 志の輔ラジオ 落語DEデート
『龍角散プレゼンツ 志の輔ラジオ 落語DEデート』（りゅうかくさんプレゼンツ しのすけラジオ らくごでデート）は、落語家の立川志の輔がパーソナリティを務め、2007年4月7日（当時の放送時間は毎週土曜日7:00 - 7:55）から（2018年10月現在は、毎週日曜日 7:00-7:55）文化放送で放送されているラジオ番組である。
放送開始半年後の2007年10月から、全国ネットでの放送が開始された。
2014年10月以降は、志の輔がCMに出演する龍角散の一社提供番組である。

## 概要
- この番組は、立川志の輔がパーソナリティを務め、様々なジャンルからの女性ゲストを迎えトークを交えて名人上手の落語一席をゲストと共に聴き、まさに、「落語DEデート」のようにデート気分で会話をする番組だが、男性がゲスト出演する場合もある。
- この番組は『志の輔ラジオ 土曜がいい!』内の「志の輔特選落語」のコーナーを継いだうえで発展させたラジオ番組である。
- CDやレコード化されている音源だけでなく、文化放送が収録した今は亡き名人の落語も放送される。また文化放送以外の放送局が収録した音源が放送されることもあり、その際には志の輔が「放送局の垣根を越えて放送致します」という旨のおことわりをしている。
- 番組後半には、ゲスト出演者の最新の仕事の予定等を話題にしてトークをする。また、ゲストが歌手などの音楽系のゲストの場合には、最新の楽曲を放送することもある。
- ゲスト出演者の殆どが、落語未経験者か落語初心者であり、番組出演にあたり事前に番組から志の輔の落語CDを提供している。そのため、トーク中にゲスト出演者から「先日戴いた、志の輔さんの落語CDを最近良く聴いています」「志の輔さんの落語「＊＊＊（演目名）」は、面白かったです」などの発言がある場合がある。

## 番組案内 及び 番組キャッチフレーズ
- 番組案内（文化放送ホームページ内「デイタイムの番組」より）
  - この番組の基本は「古典」芸能でもある落語と「現代」を結びつける新しい試みです。番組では毎週とっておきの落語を一席お聴かせします。さらに落語の楽しみ方の入り口にいる方が聴いてもよく分かる仕掛けとして、落語を初めて聴くというゲストを迎えます。「浜松町かもめ亭」の最新情報や「落語の蔵」の新作情報などほかでは聞けないお知らせをお伝えします。
- 番組キャッチフレーズ（文化放送ホームページ内 番組ホームページ「志の輔ラジオ　落語DEデート」より）
  - 様々なジャンルからゲストをお迎えしてデート気分でおしゃべりするトーク番組「落語DEデート」。ゴルフ、お酒、食べ物、お芝居、音楽……　デートでの話題は広がります。もちろん、毎週たっぷりと「落語」を楽しんでいただきます！さわやかな日曜日（※以前は、放送日の「土曜日」）の朝は、「志の輔ラジオ 落語DEデート」でお楽しみ下さい！！

## 放送時間
- 文化放送（QR、関東広域圏）
  - 2007年4月7日 - 2008年3月29日 土曜日 7:00 - 7:55
  - 2008年4月6日 - 2013年9月29日 日曜日 6:00 - 6:40
  - 2013年10月6日 - 2018年9月30日 毎週日曜日 6:20 - 7:00
  - 2018年10月7日 - 毎週日曜日 7:00 - 7:55[2]

※文化放送での放送分のみ、龍角散のラジオCMが放送されて1分ほど早く終了することがあった。2014年10月放送分から他のネット局はフィラー音楽で対応。

### 放送時間の概説
放送開始当初の2007年4月7日からは土曜日の7:00 - 7:55の55分の番組だったが、2008年4月6日に日曜日に移るとともに放送時間が6:00 - 6:40に繰り上がったうえで15分に放送時間が短縮して40分の番組になった。その後もこの間、2013年10月6日から6:20 - 7:00に放送枠を移動したものの、2008年4月6日から10年半にわたって40分の放送時間を保っていたが、2018年10月7日からは番組開始当初の55分の番組になる上に、放送時間が繰り下がって7:00 - 7:55になる。
| 文化放送 土曜7:00枠                    | 文化放送 土曜7:00枠       | 文化放送 土曜7:00枠                    |
| 前番組                                 | 番組名                    | 次番組                                 |
| -------------------------------------- | ------------------------- | -------------------------------------- |
| 大竹まこと 少年ラジオ （7:00 - 10:00） | 志の輔ラジオ 落語DEデート | 高木美保 close to you （7:00 - 10:00） |

## ネット局
2007年10月から各地のAMラジオ局でネット放送を開始する。プロ野球中継等がネット放送されない、10月初め頃〜3月末頃迄に放送されることが多い。文化放送での放送から1週間程度遅れて放送されている。2015年10月改編で30分バージョンのネットを開始した。

### 放送中のネット局
- 北日本放送（KNB、富山県）※6日遅れ、提供スポンサーは龍角散。また志の輔の出身地でもある。
  - 2007年10月6日 - 2008年3月29日　土曜日　9:05 - 10:00
  - 2008年4月5日 - 毎週土曜日　9:15 - 9:55

### 以前に放送していたネット局
※局名はネット当時のもの。
- STVラジオ（北海道）
  - 2010年4月11日 - 2010年10月3日　日曜日　20:00 - 20:40　※7日遅れ
- 北海道放送（HBC、北海道）
  - 2015年10月3日 - 2016年3月26日　土曜日　19:00 - 19:30　※6日遅れ
- IBC岩手放送（IBC、岩手県）
  - 2013年4月7日 - 2013年9月29日　日曜日　21:30 - 22:10
- ラジオ福島（RFC、福島県）
  - 2007年10月7日 - 2008年3月30日　日曜日　20:00 - 20:55
- 栃木放送（CRT、栃木県）※7日遅れ
  - 2011年4月17日 - 2015年9月27日　日曜日　21:20 - 22:00
  - 2015年10月4日 - 2016年9月25日　日曜日　19:30 - 20:00
  - 2016年10月2日 - 毎週日曜日　21:20 - 22:00
- 茨城放送（IBS、茨城県）
  - 2007年10月7日 - 2008年3月30日　日曜日　21:05 - 22:00
- 山梨放送（YBS、山梨県）※7日遅れ
  - 2007年10月7日 - 2008年3月30日　日曜日　20:00 - 20:55
  - 2008年10月4日 - 2009年3月29日　日曜日　20:00 - 20:40
  - 2015年4月5日 - 毎週日曜日　9:00 - 9:40
- 信越放送（SBC、長野県）
  - 2007年10月6日 - 2008年3月29日　土曜日　20:00 - 20:55
  - 2008年10月4日 - 2009年3月21日　土曜日　15:10 - 15:50
  - 2011年4月4日 - 2011年9月26日　月曜日　20:15 - 20:55
  - 2012年4月8日 - 2012年9月24日、2013年4月7日 - 2013年9月29日　日曜日　20:00-20:40
- 新潟放送（BSN、新潟県）※6日遅れ
  - 2007年10月6日 - 2008年3月29日　土曜日　21:00 - 21:55
  - 2008年10月4日 - 2009年3月28日　土曜日　21:00 - 21:40
  - 2011年4月5日 - 2011年9月26日、2012年4月3日 - 2016年1月25日　月曜日　21:00 - 21:40
  - 2016年4月2日 - 2017年3月25日　土曜日　21:00 - 21:40
  - 2017年4月8日 - 毎週土曜日　19:30 - 20:00　*北陸放送（MRO、石川県）
  - 2013年10月6日 - 2014年3月30日　日曜日　12:10 - 12:50
- 中部日本放送（CBC、中京広域圏）※JRN単独系列局。
  - 2008年4月6日 - 2009年9月27日　日曜日　7:00 - 7:40　※7日遅れ
  - 2010年4月4日 - 2010年10月3日　日曜日　7:15 - 7:55
- 朝日放送（ABC、近畿広域圏[3]）
  - 2011年10月9日 - 2012年9月30日　日曜日　5:00 - 5:40
- RSK山陽放送（岡山県）
  - 2007年10月7日 - 2008年3月30日　日曜日　21:00 - 21:55
  - 2008年10月4日 - 2009年3月28日　土曜日　21:00 - 21:40
  - 2017年不明月 - 2021年3月28日　毎週日曜日　9:30 - 10:00
  - 2021年4月5日 - 　毎週月曜日　3:00 - 3:30
- 山陰放送（BSS、鳥取県・島根県）※7日遅れ
  - 2015年4月12日 - 2015年9月27日　日曜日　8:45 - 9:30
- 熊本放送（RKK、熊本県）
  - 2007年10月6日 - 2008年3月29日　土曜日　21:05 - 22:00
  - 2008年10月4日 - 2009年3月28日　土曜日　21:05 - 21:45
  - 2009年10月10日 - 2010年4月3日　土曜日　21:05 - 21:45
  - 2010年10月10日 - 2011年4月3日　日曜日　21:05 - 21:45
- 宮崎放送（MRT、宮崎県）※8日遅れ
  - 2008年3月31日 - 2008年9月29日　月曜日　19:50 - 20:30
  - 2008年10月6日 - 2009年3月30日　月曜日　20:00 - 20:40
- ラジオ沖縄（ROK、沖縄県）※7日遅れ
  - 2008年4月6日 - 2008年9月28日　日曜日　19:20 - 20:00

## 番組構成（文化放送の場合）
※番組構成は、放送回により多少変更されている場合もある。

### 2007年4月7日 - 55分番組での番組構成
- オープニング・トーク
  - 立川志の輔の最近の出来事、感じた事等や、ゲスト紹介に結びつく様な話題等（立川志の輔）
  - 途中でBGMが流れ、スタジオのドアが開きゲストがスタジオ内に入室
  - 挨拶及び短いトーク（トーク内容はその時々で違う）（立川志の輔　及び　出演ゲスト）
  - タイトルコール（番組としての「唯一の仕事」）（立川志の輔　及び　出演ゲスト）
- CM
- 番組ジングル（短い音楽と当日出演ゲストと共のタイトルコール。音楽は数パターンある）
- トーク1（立川志の輔　及び　出演ゲスト）
  - ゲストに関連した話題や　落語に関しての話題等（その時々で違う）
- CM
- 番組ジングル（短い音楽と当日出演ゲストと共のタイトルコール。音楽は数パターンある）
- トーク2（立川志の輔　及び　出演ゲスト）
  - 落語に関するトークを交えて　放送する落語の演者名・演目名の音源データの紹介
  - 落語演目放送
  - 落語を聞いたゲストの感想や　落語に関するトーク等
- CM
- 番組ジングル（短い音楽と当日出演ゲストと共のタイトルコール。音楽は数パターンある）
- トーク3（立川志の輔及び出演ゲスト）
  - 「トーク2」に引き続き　落語に関するトークをする事もあるが、主にはゲストに関連した話題や、今後の仕事の予定等のプロモーション的な話題
    - ゲスト出演者が歌手等の音楽系の場合には、ゲスト出演者の最新の楽曲が放送されることもある。

  - ゲスト出演者との、お別れの挨拶
- CM
- 「それでは、「＊＊＊」の紹介　太田君よろしく!」（＊＊＊は「落語の蔵」「浜松町　かもめ亭」「らくだ亭」のいずれか）と　立川志の輔が紹介後　太田英明（文化放送アナウンサー）が文化放送の関連の有料の落語音源ネット配信「落語の蔵」（ネット上から落語演者・演目を選んでCD化して販売もしている）の紹介や　文化放送と小学館で共催の落語会「浜松町　かもめ亭」「らくだ亭」の開催予定等を録音で案内
- エンディング・トーク
  - 本日の放送の感想等（立川志の輔）

### 2008年4月6日 - 40分番組での番組構成
- オープニング・トーク
  - 立川志の輔の最近の出来事、感じた事等や、ゲスト紹介に結びつく様な話題等（立川志の輔）
  - 途中、BGMが流れスタジオのドアが開き、ゲストがスタジオ内に入室
  - 挨拶及び短いトーク（トーク内容はその時々で違う）（立川志の輔　及び　出演ゲスト）
  - タイトルコール（番組としての「唯一の仕事」）（立川志の輔及び出演ゲスト）
- ※CM1（CMが入らないこともある）
- 番組ジングル（前出と同じ）
- トーク1（立川志の輔及び出演ゲスト）
  - 落語に関するトークを交えて　放送する落語の演者名・演目名の音源データの紹介
  - 落語演目放送
  - 落語を聞いたゲストの感想や　落語に関するトーク等
- 番組ジングル（前出と同じ）
- トーク2（立川志の輔　及び　出演ゲスト）
  - ゲストに関連した話題や、今後の仕事の予定等のプロモーション的な話題
    - ゲスト出演者が歌手等の音楽系の場合には、ゲスト出演者の最新の楽曲が放送されることもある。

  - ゲスト出演者との、お別れの挨拶
- ※CM2（CMが入らない事もある）
- 「それでは、「＊＊＊」の紹介　太田君よろしく!」と「落語の蔵」等の案内（前出と同じ）
- エンディング・トーク
  - 本日の放送の感想等（立川志の輔）

※文化放送では、CMが入る場所が不定で、最近はCMが一度も入らない放送回も多くなっている。

### 2009年4月5日 - 40分番組での番組構成
- オープニング・トーク（前出と同じ）
- 番組ジングル（前出と同じ）
- トーク1（立川志の輔　及び　出演ゲスト）
  - 落語に関する短いトーク
- 番組ジングル（前出と同じ）
- トーク2（立川志の輔及び出演ゲスト）
  - 落語に関するトークを交えて　放送する落語の演者名・演目名の音源データの紹介
  - 落語演目放送
  - 落語を聞いたゲストの感想や、落語に関するトーク等
- 番組ジングル（前出と同じ）
- トーク3（立川志の輔及び出演ゲスト）
  - ゲストに関連した話題や、今後の仕事の予定等のプロモーション的な話題等（音楽系のゲストの場合は、最新の楽曲が放送されることもある）。
  - ゲスト出演者との、お別れの挨拶
- CM1
- 「それでは、「＊＊＊」の紹介　太田君よろしく!」と「落語の蔵」等の案内（前出と同じ）
- エンディング・トーク
  - 本日の放送の感想等（立川志の輔）

※文化放送では、2009年4月5日の放送より「自動車整備振興会」のスポンサーが付いた。「オープニング・トーク」の最後に志の輔自身が提供アナウンスをする。CMは番組終盤の「CM1」部分に20秒CMが入り、志の輔自身がCMに出演している。
※文化放送では、時折、スポットCMが単発などで放送されることもある。また、2011年4月の放送より「ローソン」のスポンサーが付いた。

## タイトルコール
オープニング・トークの最後に　ゲストと一緒に「番組内での唯一の仕事」（志の輔が毎回放送で言っている）である「タイトルコール」を唱和する
- 「志の輔！」（志の輔本人が言う）　「＊＊＊の！」（＊＊＊は　ゲストが自分の名前を言う）　「落語DEデート！！」（志の輔　ゲスト一緒に唱和）
  - 例：「志の輔！」「浅香唯の！」「落語DEデート！！」

## 番組収録日
- 番組収録日時は番組公式には発表はしていないが、月に数回　月曜日の午後に数回放送分（2〜3回放送分）を、文化放送のスタジオで収録していると思われる。
  - 番組ホームページに掲載のゲストと共に撮影の写真画像の立川志の輔の服装より、同日に収録された回数が推測できることもある。また、ゲスト出演者の公式ホームページや公式（私設）ブログ等から、収録日や放送予定日が判明することもある。